# 三叶地锦
三叶地锦（学名：Parthenocissus semicordata）是葡萄科地锦属的植物。分布于印度、缅甸、泰国及中国大陆的西藏、云南、贵州、四川、甘肃、陕西、湖北等地，生长于海拔500米至3,800米的地区，一般生长在灌丛和山坡林里。